# 堀北さくら
堀北 さくら（ほりきた さくら、1995年9月15日 - ）は、東京都出身のAV女優。

## 略歴・人物
アイデアポケットが開催した「アイポケアクトレスパフォーマバトルオーディション2016」の美少女部門でグランプリを獲得し、2016年5月に専属女優としてAVデビュー。
オーディションに応募したきっかけは、天海つばさに憧れて。趣味は読書。
2016年10月に発売された作品以降、新作の発売がなくなっている。

## 出演作品

### アダルトDVD
2016年
- FIRST IMPRESSION 97 一般から公募したIPオーディション美少女部門グランプリ! 名器を持つ逸材美少女!（5月1日、アイデアポケット）
- 昇天4本番×一撃スマッシュ初口内射精フェラ&初顔射!! 初ハメ撮り!初コスプレ!初主観!初拘束! 初めてづくしの240分!（6月1日、アイデアポケット）
- 優等生学級委員長と学校でしようよ! 大潮大噴射! ドスケベ女子校生♥（7月1日、アイデアポケット）
- 従順メイドのゴージャスオナニーサポート 怒涛の3時間 全6シーン主観! アナタが気持ち良くオナニーする為の究極のオナサポ作品!（8月1日、アイデアポケット）
- 180分 本指名 極上風俗4本番+ピンサロ 本番行為はお店にはナイショですよ（9月1日、アイデアポケット）
- 堀北ピンチ!「えっ、いまここで、こんな場所で!?」 過激な羞恥プレイ180分 予想外で怒涛のいきなり性交!さくら初ドッキリ!潮も噴きまくり!（10月1日、アイデアポケット）